# Astylus trifasciatus
Astylus trifasciatus (tiếng Tây Ban Nha: pololo común) là một loài bọ cánh cứng bản địa của Chile. Adult specimens are approximately 1.5 cm. They have orange-colored elytra with a black stripe down the center bisecting the insect and two black stripes trisecting the wing shells. They like to feed on thực vật có hoa.